# Nōgata
Nōgata (直方市, Nōgata-shi) est une ville située dans la préfecture de Fukuoka, sur l'île de Kyūshū, au Japon.

## Géographie

### Situation
Nōgata est située dans le nord de la préfecture de Fukuoka.

### Démographie
En mai 2020, la population de Nōgata s'élevait à 56 468 habitants répartis sur une superficie de 61,76 km2.

## Histoire
Nōgata a acquis le statut de ville en 1931.

## Transports
Nōgata est desservie par la ligne principale Chikuhō de la JR Kyushu, la ligne Ita de la Heisei Chikuho Railway et la ligne Chikuho Electric Railroad de la Chikutetsu. La gare de Nōgata est la principale gare de la ville.

## Personnalité liée à la ville
- Kaiō Hiroyuki (né en 1972), sumotori